# جذوة الاقتباس في نسب بني العباس
جذوة الاقتباس في نسب بني العباس هو كتاب من تصنيف الشيخ أبي الفيض محمد المرتضى الزبيدي، صاحب كتاب تاج العروس من جواهر القاموس، وهو علامة في الحديث النبوي واللغة العربية والأنساب ومن كبار المصنفين في عصره، ولد عام 1145 هـ/1732م، في بلجرام وهي بلدة بالهند ونشأ في زبيد باليمن، ورحل إلى الحجاز، وأقام بمصر، وأصله من واسط في العراق، وتوفي بمرض الطاعون في مصر، عام 1205 هـ/1790م.
والكتاب من الكتب التي تتناول موضوع الأنساب، ونسب آل العباس، عم النبي محمد.
ولقد قام باحث معاصر بتحقيق الكتاب وهو الأستاذ الدكتور يحيى محمود بن جنيد أمين عام مركز الملك فيصل للبحوث والدراسات الإسلامية في المملكة العربية السعودية وصدر الكتاب عن الدار العربية للموسوعات في بيروت.